# Narciso Mina
Arrinton Narciso Mina Villalba (San Lorenzo (cantão), 25 de novembro de 1982) é um futebolista profissional equatoriano que atua como atacante no Clan Juvenil.

## Carreira
Narciso Mina fez parte do elenco da Seleção Equatoriana de Futebol da Copa América de 2011.